# Olivier Pardini
Olivier Pardini (Oupeye, Bélgica, 30 de julio de 1985) es un ciclista belga que fue profesional entre 2007 y 2018.

## Palmarés
2014
- 1 etapa del Tour de Sibiu

2015
- Ronde van Midden-Nederland

2016
- Istrian Spring Trophy
- 1 etapa del Tour de Normandía
- Circuito de las Ardenas, más 1 etapa